# カンパ・コーラ
カンパ・コーラ(Campa Cola)はインドのコーラ。
インドでは最もポピュラーなコーラで、この手のボトラーが星の数ほどあると言われている。味はコカ・コーラに良く似ていることから、コカ・コーラ系ボトラーの容器変え商品か、コピー商品の可能性が高いが、真偽のほどは不明である。

## 歴史
インドでは、マハトマ・ガンディーに端を発するインド独立運動の中、スワデーシー（国産品奨励）・スワラージ（自治）が叫ばれるようになり、米国製品の不買運動にまで発展した時期があった。カンパ・コーラは、代替製品の要望に応えるために、純国産のコーラ製品のひとつとして生まれた。現在は解禁されており、元々競争力のあるコカ・コーラやペプシの製品に押されて、市場ではめったに見られなくなったものの、数少ない食料品店では入手することが出来る。